# 营造法式
《营造法式》是中國第一本详细论述建筑工程做法的官方著作。对于古建筑研究，唐宋建筑的发展，考察宋及以后的建筑形制、工程装修做法、当时的施工组织管理，具有极大的作用。此書于北宋元符三年（1100年）编成，崇宁二年（1103年）颁发施行。由将作监少监李诫所作。书中规范了各种建筑做法，详细规定了各种建筑施工设计、用料、结构、比例等方面的要求。
全书357篇，3555条。是当时建筑设计与施工经验的集合与总结，并对后世产生深远影响。原书《元祐法式》于元祐六年（1091年）编成，但因为没有规定模数制，也就是“材”的用法，而不能对构建比例、用料做出严格的规定，建筑设计、施工仍具有很大的随意性。李诫奉命重新编著，终成此书。

## 主要内容
全书共计34卷分为5个部分：释名、各作制度、功限、料例和图样，前面还有“看样”和目录各1卷。 
看样主要是说明各种以前的固定数据和做法规定及做法来由，如屋顶曲线的做法。
- 第一、二卷是《总释》和《总例》，对文中所出现的各种建筑物及构件的名称、条例、术语做一个规范的诠释。指出所用词汇在各个不同时期的确切叫法，以及在本书中所用名称，统一语汇。
- 第三卷：壕寨制度、石作制度。
- 第四、五卷：大木作制度：材、斗栱、昂、鋪作、平坐、梁、闌額、柱、陽馬、棟、柎、椽、檐、舉折
- 第六至第十一卷小木作制度:板门，格子门，乌头门，软门，
- 第十二卷雕作制度、旋作制度、锯作制度、竹作制度
- 第十三卷：瓦作制度、泥作制度
- 第十四卷：彩画作制度
- 第十五卷：砖作、窑作制度等13个工种的制度，并说明如何按照建筑物的等级来选用材料，确定各种构件之间的比例、位置、相互关系。大木作和小木作共占8卷，其中大木作首先规定了材的用法。大木作的比例和尺寸，均以材作为基本模数。
- 16-25卷规定各工种在各种制度下的构件劳动定额和计算方法。
- 26-28卷规定各工种的用料的定额，和所应达到的质量。
- 29-34卷规定各工种、做法的平面图、断面图、构件详图及各种雕饰与彩画图案。

## 特点
- 以材作为建筑度量衡的标准：

“材”在高度上分15“分°”，而10分°规定为材的厚度。斗栱的两层栱之间的高度定为6“分°”，也称为“栔”，大木做的一切构件均以“材”、“栔”、“分°”来确定。这种做法早在唐初和佛光寺、南禅寺中运用，只是在文字中明确记录，这是第一次。到清乾隆十二年（1734）年清工部被颁布的《清工部工程做法则例》的斗口制代替。
- 灵活

各种制度虽都有严格规定，但并没有限制建筑的群组布局和尺度控制。可根据具体项目情况，在规定的条例下，可“随宜加减”。
- 传统做法延续

如侧脚、升起的规定，使得整个构架向内倾斜，增加构架的稳定性。
- 装饰与结构的统一

对结构构件的详细规定，并没有因此而放弃装饰手法的表现。将装饰做在结构中，不单独设置装饰构件。相比清朝时期的一些纯装饰构件，更具有结构和理性。
- 严格施工管理

全书34卷，用13卷来说明各种用料用途，如此确定劳动定额，及运输、加工等所耗时间，对于编造预算，施工组织都有严格规定。

## 版本

### 宋代
- 崇宁二年钦定李诫重修《营造法式》，崇宁四年刊行于开封府。后世称为崇宁刊本。
- 绍兴十五年秦桧妻弟平江府(今苏州)提举王唤，重刊《营造法式》。后世的各种抄本版本，全部来源于绍兴本。营造法式之得以传世，王唤功不可没。平江军府本后世称为绍兴刊本。
- 南宋绍定间平江府本第二次重刊本，称为绍定本。

绍兴原本现只存残页，绍定本现残存三卷半。

### 明代
绍兴本明代有多种抄本：
- 《永乐大典》抄本。
- 天一阁抄本。
- 唐顺之《稗篇》抄本。
- 陶宗仪《说郛》抄本
- 钱谦益绛云楼抄本

### 清代
- 《四库全书》本（乾隆四十六年（1781）刊本）——基本源自明代天一阁抄本，其中缺三十一卷，从《永乐大典》补齐，由侍读学士法式善详校，收入《四库全书》，分抄文渊阁，文津阁，文溯阁。
- 明代钱谦益绛云楼抄本，经传抄为密韵楼蒋氏抄本。
- 述古堂钱曾，获得明代钱谦益绛云楼抄本，改称述古堂抄本；此后辗转传抄为张金吾影抄本、张蓉镜影抄本，丁丙八千楼本。1907年，江南图书馆收购八千楼藏书，丁丙八千楼抄本也在其中。今归上海图书馆收藏。
- 歸安陸心源十萬卷樓抄本
- 咸豐年南海伍崇曜粵雅堂抄本

### 近代
- 1919年朱启钤从江南图书馆发现丁丙八千楼抄本。1920年商务印书馆发行丁丙八千楼抄本的影印本。
- 《营造法式》三十六卷本（天津：武进陶氏刊印，1925）。著名藏书家陶湘根据《四库全书》文渊阁、文津阁、文溯阁抄本、密韵楼蒋氏抄本、丁丙八千楼本相互校勘，仿照绍定本《营造法式》的排版和字体，于1925年刻板刊行，世称为仿宋陶湘本。参校者有傅增湘、罗振玉、古建筑学家阚铎、弟陶洙（中国营造学社成员，畫家、近代藏書家、紅學家）等，阚铎作《李诫补传》，朱启钤作后序。陶湘本《营造法式》以镂版、图板精美闻名于世。宋本《营造法式》的彩画、图样，原是线条画，用文字标以红、白、大青、二青等色；陶湘本将这些黑白线条画，按营造法式中标明的色彩，5-11版套印，使图样更为生动。有些图样是按绍兴古本重绘，而且是先放大镂版，再缩印宣纸上，因而纹路清晰。图样占陶湘本八册中四册[2]。
- 商务印书馆曾多次重版陶湘本（1929，1933），并缩印收入《万有文库》JW10043。
- 1930年，中国营造学社的第一任文献部主任阚铎，受朱启钤委托，将“陶本”《营造法式》（陶湘本《营造法式》，武进陶氏刊印，1925）与“四库本”、“丁本”（清末藏书家丁丙的八千楼抄本）重新校对，写就《仿宋重刊〈营造法式〉校记》。
- 《营造法式》 ，(宋)李诫编，台湾商务印书馆，1956。
- 《梁思成全集》第七卷 《营造法式注释》 北京 中国建筑工业出版社 1983
- 李敖主编《中国名著精华全集》. 26.6  《营造法式》台北 远流出版公司 1983
- 中国书局在1989，1995 线装书形式影印陶湘本。
- 营造法式  / (宋)李诫撰 济南 山东画报出版社 2004
- 中国书局在2006年出版影印平装陶湘本上下册。
- 中国书局在2006年出版精装陶湘本1-8册。
- 《营造法式》图样，上下卷  中国建筑出版社 2007  ISBN  978-7-112-09176-8
- 《营造法式》 文渊阁《钦定四库全书》(宋)李诫撰 邹其昌点校 人民出版社 2006

## 圖片

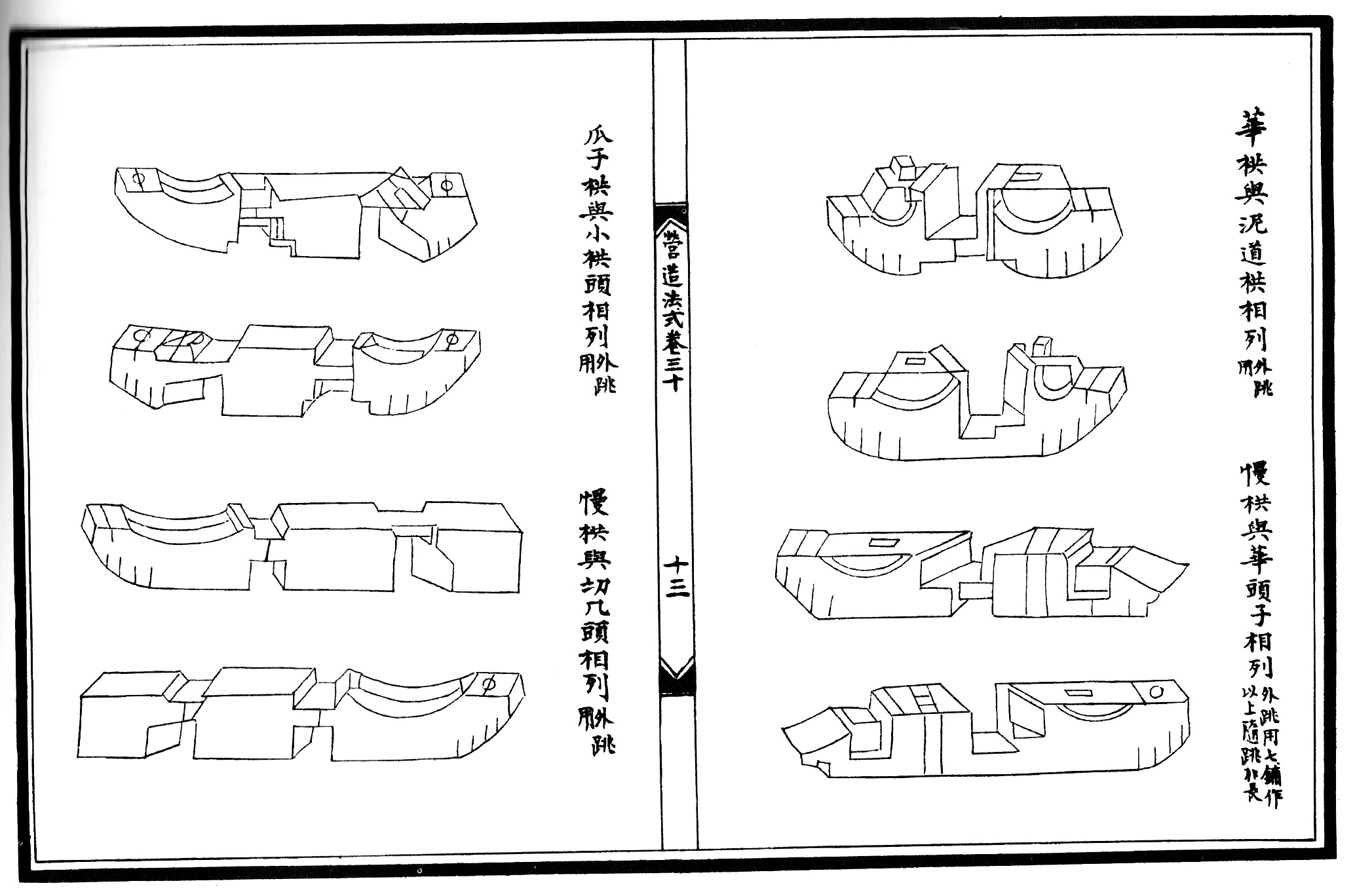
华拱，慢拱，瓜子拱
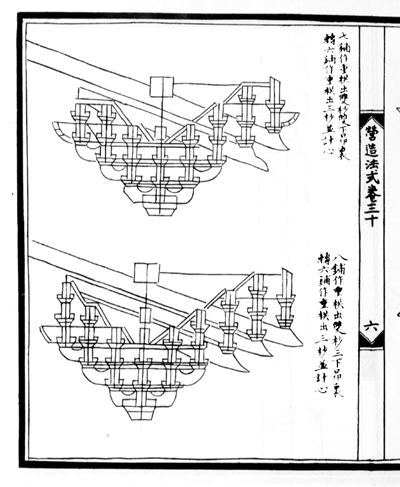
营造法式铺作图
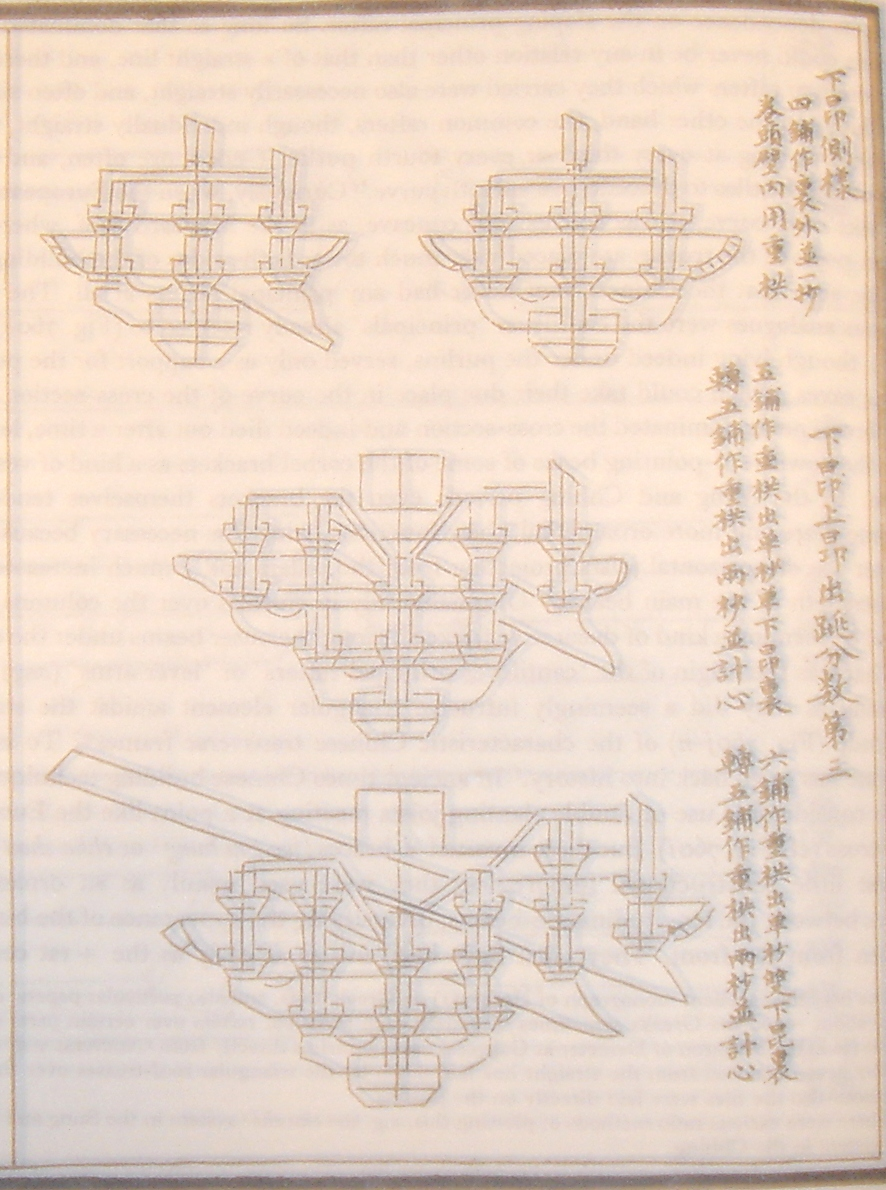
《營造法式》中的斗拱組合
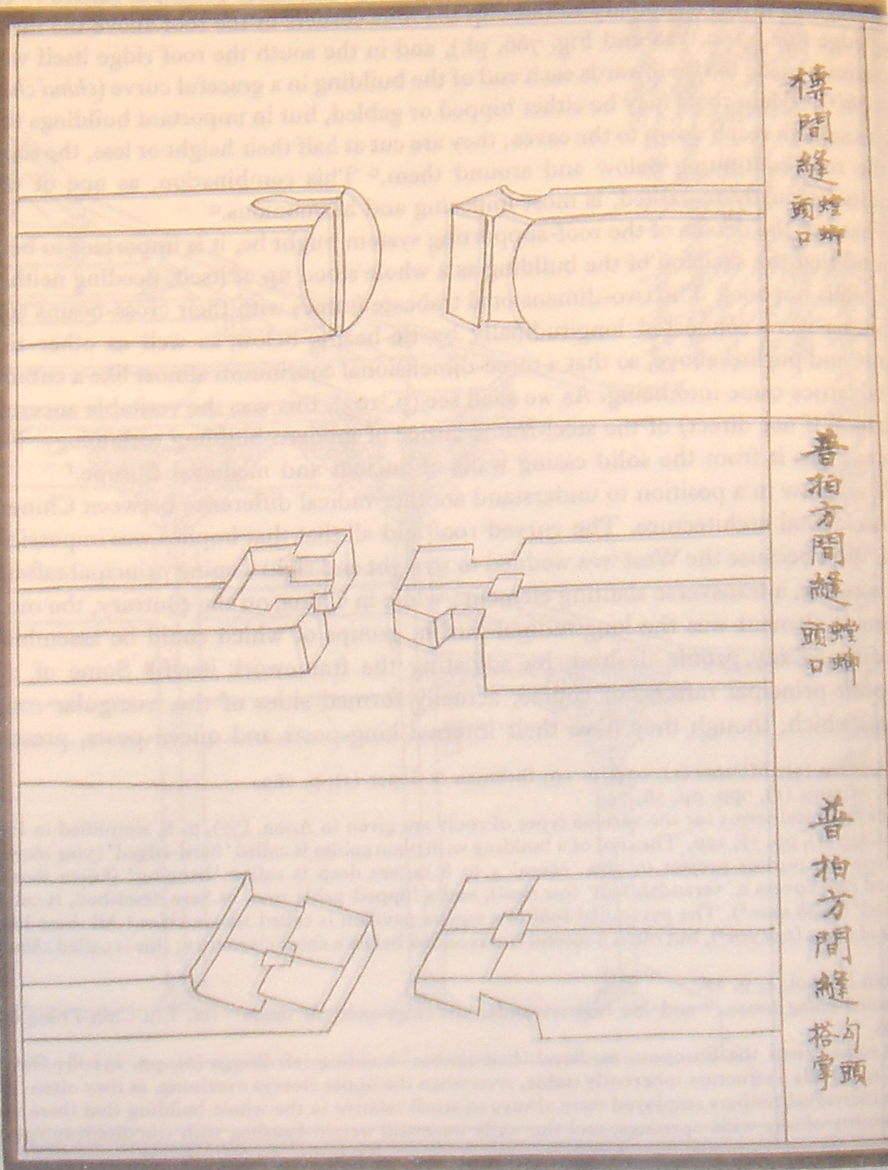
《營造法式》卷三十插圖，展示三種榫接
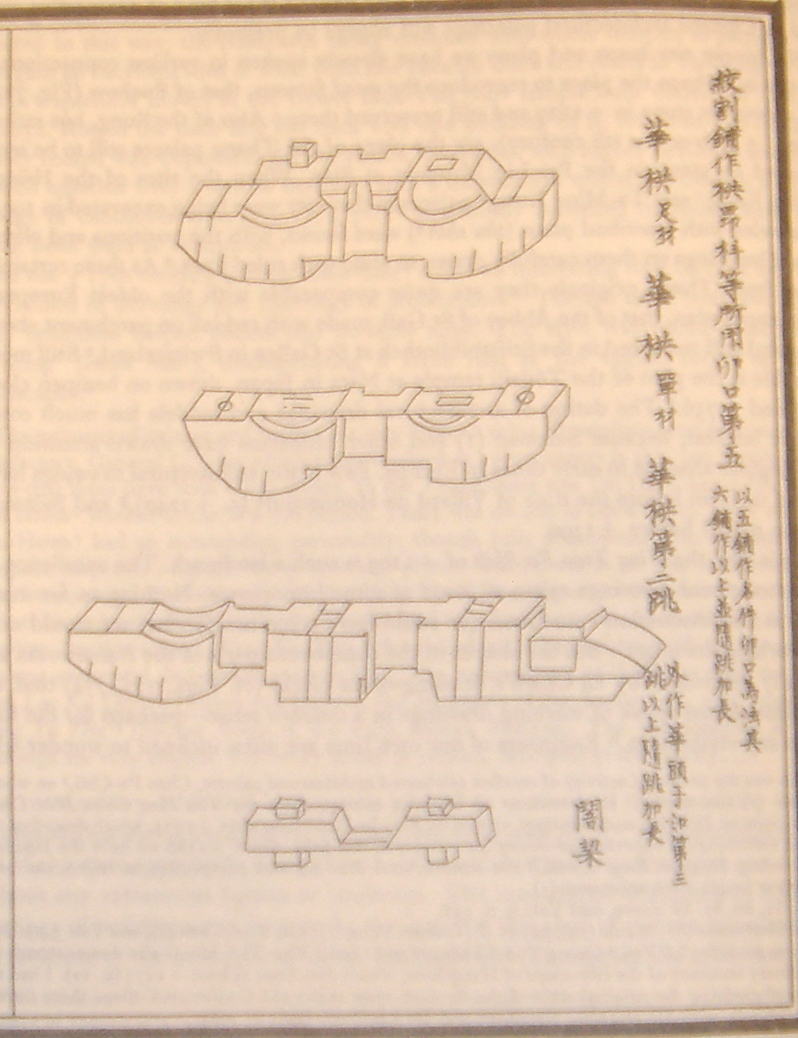
《營造法式》中的橫軸斗拱
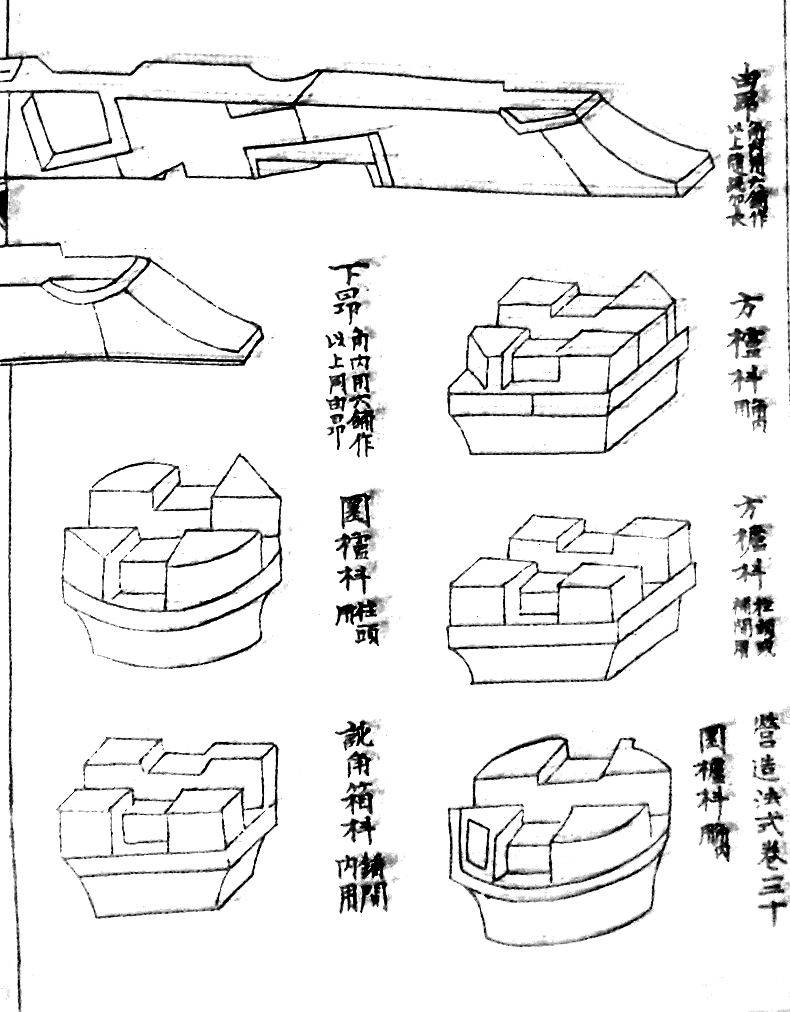
《營造法式》中的斗拱與懸臂
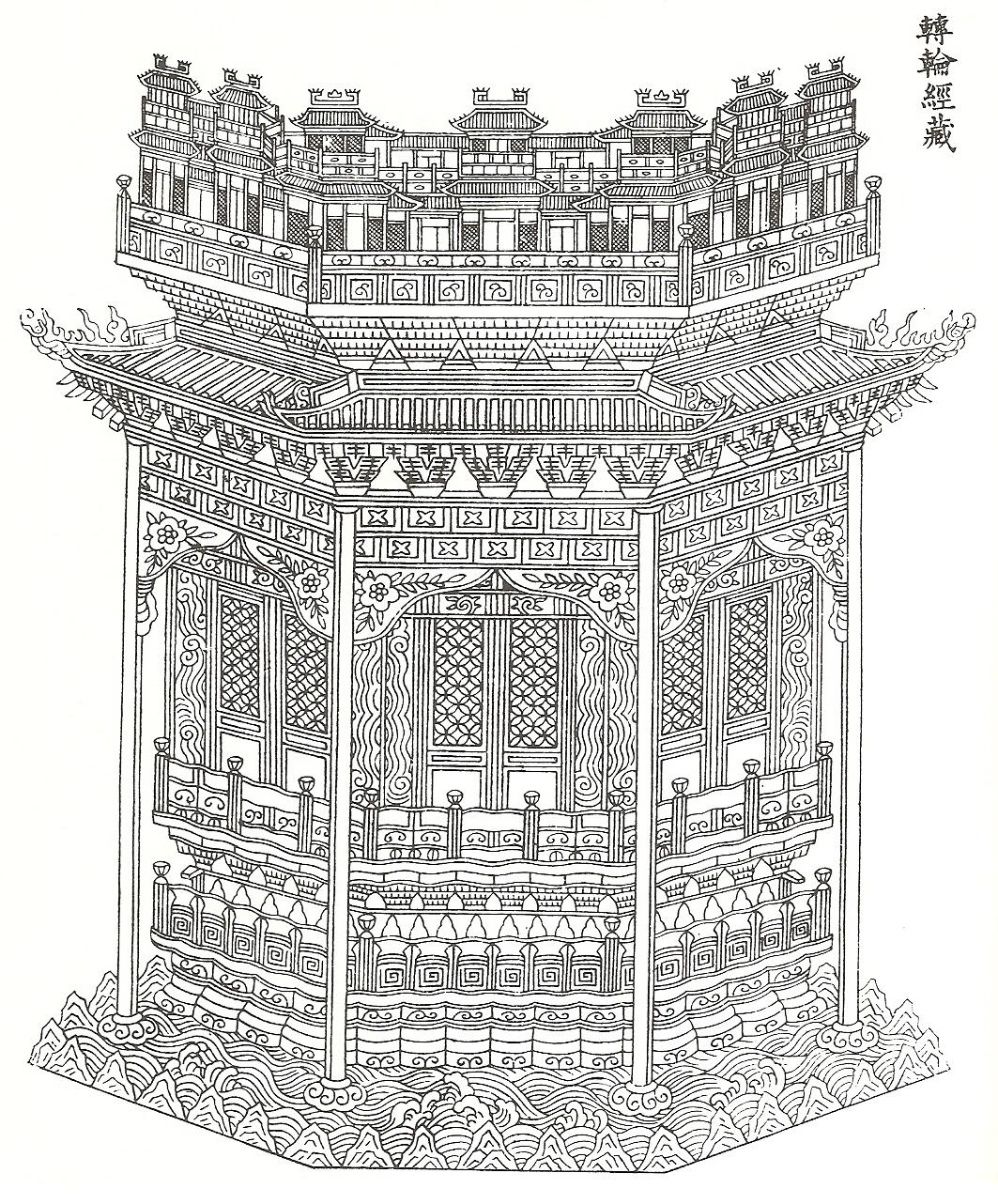
转轮经藏
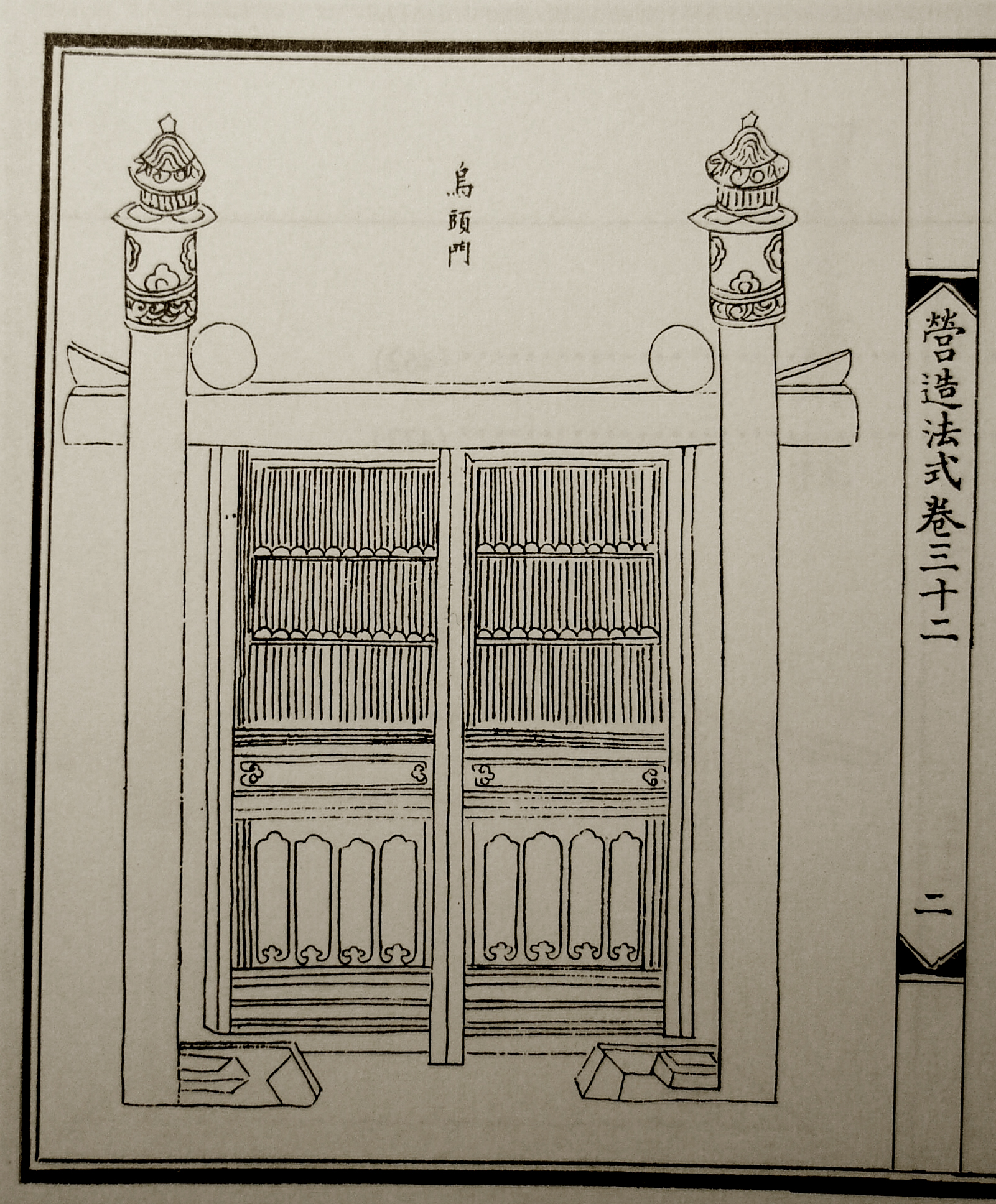
《营造法式》中的乌头门
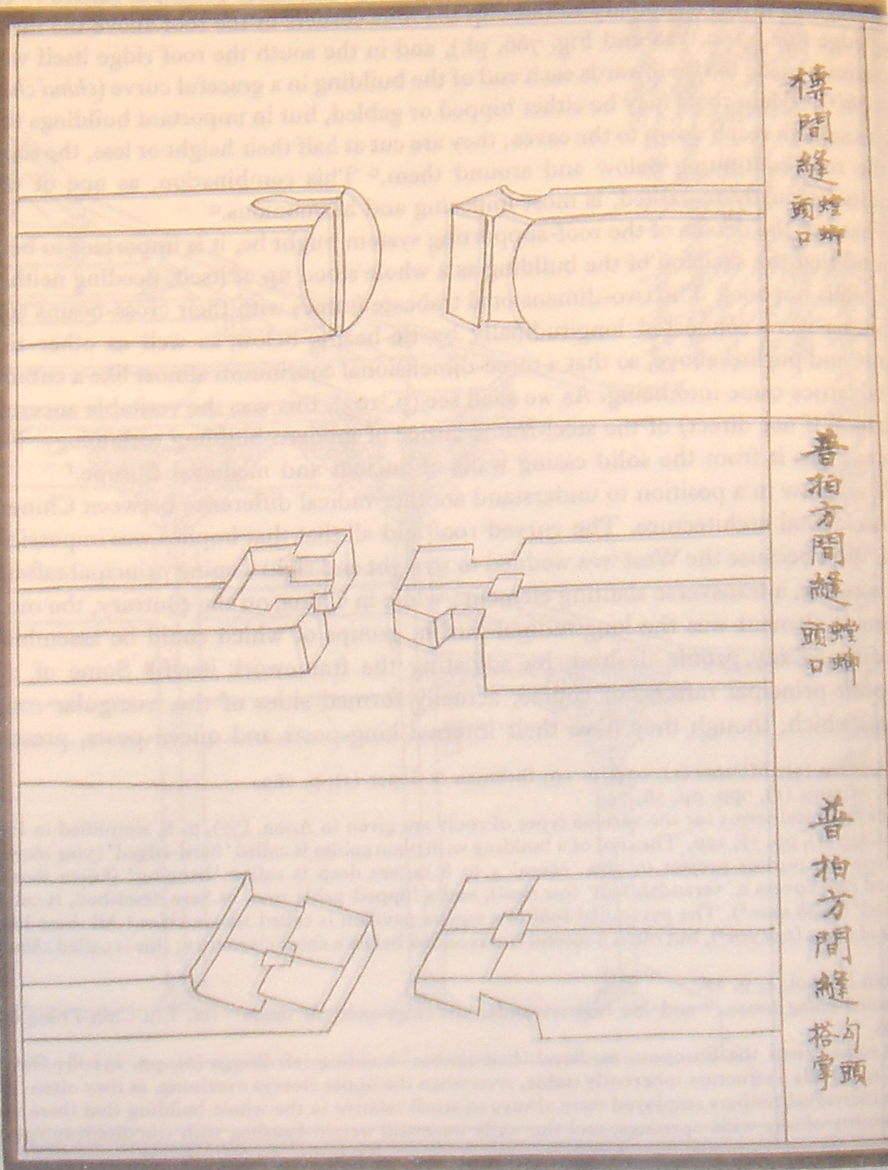
营造法式卷三十插图
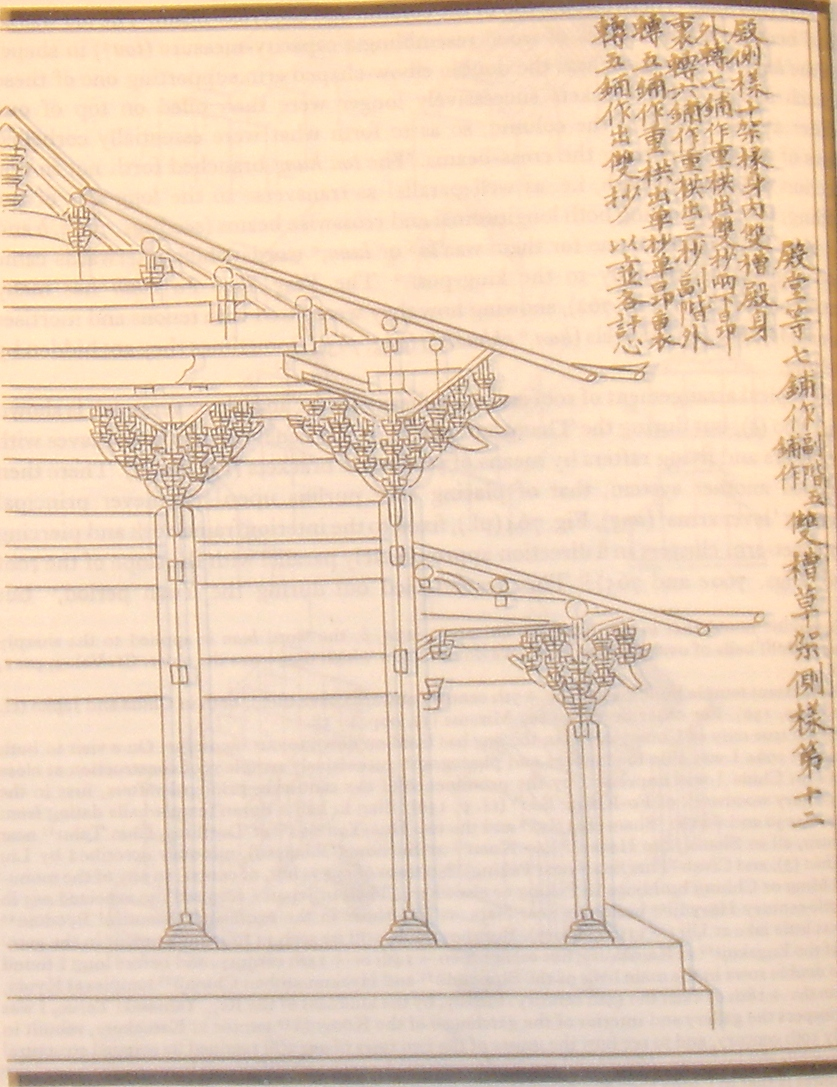
营造法式卷三十一插图

### 引用
1. ↑  梁思成全集 第七卷 80页注4，为了区别分寸的分和1/15材的“分”，梁思成创造分°
2. ↑  营造法式图样 上册 陈薇序言 中国建筑工业出版社 2007  ISBN 978-7-112-09176-8

## 延伸阅读
[在维基数据编辑]
 在维基文库阅读本作品原文（ 在维基共享资源阅览影像）
 《營造法式 (四庫全書本)》